# Nachtzug

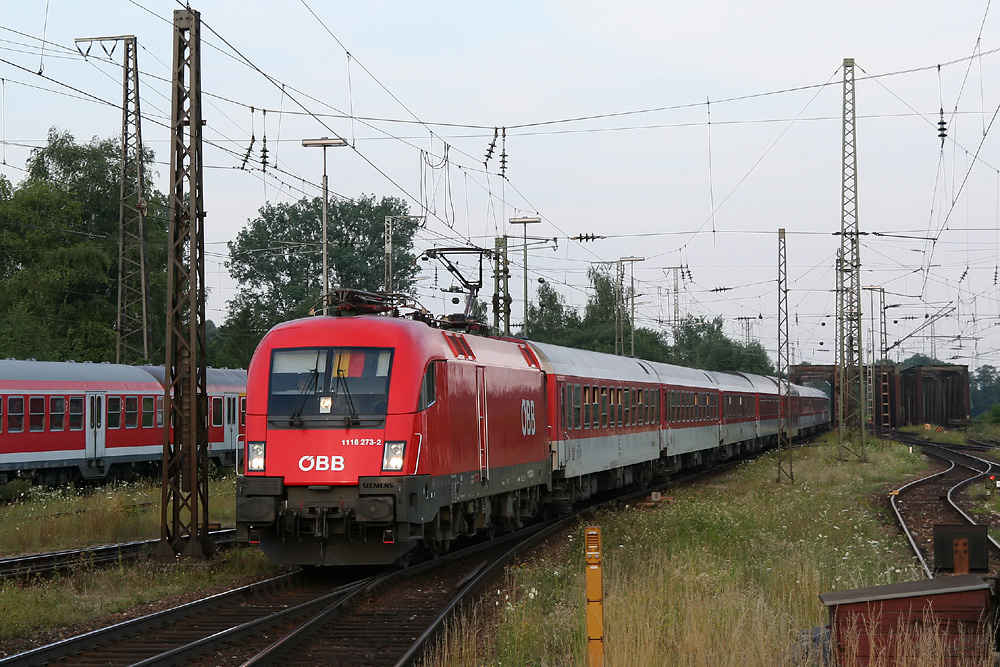
Ein Nachtzug (EN 482 München–Kopenhagen/Binz) bei der Durchfahrt im Bahnhof Donauwörth

Nachtzug (auch Nachtreisezug in Abgrenzung zu nächtlich verkehrenden Güterzügen) steht für nachts verkehrende Züge des Personenverkehrs. Im Schienenpersonenfernverkehr dienen sie dazu, um in der Schlafenszeit der Reisenden über Nacht lange Strecken mit wenig Zwischenhalten zurückzulegen. Diese Züge sind meistens mit Schlaf- oder Liegewagen ausgestattet. Sie besitzen oft Kurswagen, so dass von einem Ausgangsbahnhof ohne Umsteigen viele Ziele erreicht werden können. In Deutschland, Österreich und der Schweiz gibt es für Nachtzüge unter anderem die Zuggattungen EuroNight (EN), ÖBB Nightjet (NJ) und Schnellzug (D).

## Entstehung
In der Frühzeit der Eisenbahn verkehrten Züge – schon aus Sicherheitsgründen, denn es wurde zunächst weitgehend auf Sicht gefahren – nur tagsüber. Das bedeutete für Reisende, dass sie auf längeren Distanzen in Hotels übernachten mussten, bevor sie ihre Reise am nächsten Tag fortsetzen konnten. In Preußen bedurfte es der Anordnung von Nachtzügen durch den zuständigen Minister für Handel, Gewerbe und öffentliche Arbeiten, August von der Heydt. Dessen Motiv war politischer Natur: Er versuchte erhöhten Einfluss auf die damals in Preußen überwiegenden Privatbahnen zu erlangen. Gestützt auf § 36 Gesetzes über die Eisenbahn-Unternehmungen, das die Eisenbahnen verpflichtete, ihren Fahrplan den Bedürfnissen der Post anzupassen, verpflichtete er 1852 die Eisenbahngesellschaften, Nachtzüge einzurichten. Für jeden ausgefallenen Nachtzug drohte der preußische Staat eine Strafe von 100 Talern an. Die Gegenforderung der Eisenbahngesellschaften nach Ausgleichszahlungen verwarf der Minister mit der Begründung: Für die Erfüllung gesetzlicher Bestimmungen könne niemand Geld verlangen. Die Bahngesellschaften gaben angesichts der Strafgeldandrohungen nach, die Rheinische Eisenbahn-Gesellschaft prozessierte dagegen noch bis 1855. Dann wurde es still um die Angelegenheit: Die Nachtzüge warfen nämlich satte Gewinne ab. Sie bestanden zunächst nur aus Sitzwagen.
Georges Nagelmackers brachte die Idee des Schlafwagens mit bezogenen Betten, Waschgelegenheiten und Toiletten nach Europa und gründete für deren Betrieb die Compagnie Internationale des Wagons-Lits (CIWL). Die ersten Nachtverbindungen der CIWL bestanden aus Kurswagenläufen, bei denen die Schlafwagen an andere, fahrplanmäßige Züge angehängt wurden. 1872 bekam die CIWL die erste Konzession für eine Verbindung mit Schlafwagen von Paris nach Wien. 1882 setzte die CIWL den ersten eigenen Nachtzug mit Speisewagen, Schlaf- und Gepäckwagen zwischen Paris und Wien ein. Auf dieser Grundlage entstand 1883 die Verbindung zwischen Paris und Konstantinopel, der Orientexpress.

## Überblick zu Nachtzügen in Europa
Die Schweiz betreibt mit den Schweizerischen Bundesbahnen keine Nachtzüge mehr. Hingegen fahren verschiedene Linien des ÖBB Nightjet von und zu Schweizer Bahnhöfen, wie beispielsweise Zürich–Berlin–Hamburg oder Zürich–Linz–Wien. Die SBB beteiligen sich im Rahmen einer Kooperation am Nightjet.
Als Nachtzüge sind in der Schweiz vor allem Nachtregionalzüge bekannt; sie verkehren meist als S-Bahn. In einigen Regionen wird in den Zügen, die von ein Uhr bis Betriebsschluss angeboten werden, ein Nacht-Zuschlag von fünf Franken erhoben (siehe Nachtverkehr#Kanton Zürich).
Einige Linien der ÖBB-Personenverkehr fahren als ÖBB Nightjet  in Nachfolge der EuroNight-Züge von Österreich in die Schweiz, nach Deutschland, Frankreich, Italien, Belgien, Niederlande und Kroatien. Zudem besteht zwischen Bregenz und Wien eine inländische Nachtzugverbindung. Die ÖBB-Personenverkehr hat die Bewirtschaftung der Nachtzüge komplett an den Caterer Newrest Wagons-Lits, die frühere CIWL, ausgelagert. Mit dem Fahrplanwechsel im Dezember 2016 haben die ÖBB einen Teil der vormals von DB Fernverkehr / DB AutoZug angebotenen Nachtzuglinien übernommen. Hauptsächlich in Deutschland verkehren die Linien Hamburg–München–Innsbruck, Hamburg/Berlin–Zürich und Venedig–München-Stuttgart. Von Deutschland über Österreich nach Italien gibt es Verbindungen auf der Strecke München–Mailand/Rom/Venedig jeweils über Salzburg. Diese hinzugekommenen Verbindungen wurden mit bereits bestehenden Verbindungen der ÖBB (Hamburg-Wien, Wien-Italien) gekoppelt.
Die Niederländische Staatsbahn (NS) betreibt jede Nacht einen stündlichen Verkehr auf den wichtigsten Eisenbahnlinien.
In Frankreich betreibt die SNCF seit 2012 unter der Marke Intercités de nuit ein Netz von Nachtzügen. Die Nachtzüge verkehren zwischen Paris und Südfrankreich.
Trenitalia betreibt in Italien unter der Marke InterCity Notte ein dichtes Netz an Nachtzügen. 13 täglich verkehrende Nacht- und 2 Wochenendverbindungen fahren von Turin, Rom und Mailand zu Städten in allen Landesteilen. So verkehren täglich je drei Nachtzüge nach Syrakus und Palermo auf Sizilien, drei nach Lecce, zwei nach Salerno und einer nach Venedig – Triest.
Der vom Trenitalia-Tochterunternehmen Thello geführte Nachtzug EN 220/221 Venedig – Mailand – Lyon – Paris wurde im Frühjahr 2020 wegen der Covid-19-Pandemie bis auf weiteres eingestellt.
In einigen Ländern (Russland, Ukraine, Polen, Norwegen, Schweden) sind Nachtzüge, nicht zuletzt auch wegen der großen Fläche dieser Länder, bis heute die Stütze des Fernverkehrs. Die schwedische Regierung beauftragte 2019 ihre Verkehrsbehörden, ein Konzept für ein Nachtzugnetz mit Fahrten in mehrere europäische Städte zu erarbeiten. Interesse an Nachtzugverbindungen äußerten auch Politiker in Norwegen und Dänemark.
In der DDR gab es bei der Deutschen Reichsbahn trotz der vergleichsweise geringen Größe des Landes Nachtzüge im Binnenverkehr, beispielsweise Rostock–Karl-Marx-Stadt, Sassnitz–Leipzig oder Stralsund–Erfurt (letztgenannte Verbindung war bereits um 4.30 Uhr am Ziel).
In Deutschland werden seit dem Fahrplanwechsel 2016/2017 von DB Fernverkehr keine Schlaf-/Liegewagenzüge mehr angeboten. Ursächlich waren damals unter anderem ein überaltertes Wagenmaterial, steigender Wettbewerbsdruck und eine niedrige Qualität. Als Ersatz wurde das nächtliche ICE-Angebot ausgebaut. Ihre Beliebtheit aus Sicht der Reisenden ist sehr beschränkt. International sollten IC-Nachtbusse zum Einsatz kommen, was jedoch nicht umgesetzt wurde. Die Entscheidung zur weitgehenden Abschaffung von Nachtzügen wurde von Fahrgästen und Wissenschaftlern bedauert. Der Konzern habe nach Angaben von Mitte 2016 bei einem Umsatz von 90 Millionen Euro ein Rekorddefizit von 30 Millionen Euro erzielt. Die DB Fernverkehr verhandelte daher mit der ÖBB-Personenverkehr, dem zweitgrößten Nachtzuganbieter in Deutschland, über eine Ausweitung des ÖBB-Angebots. Ab Dezember 2016 übernahm die ÖBB-PV im Ergebnis der Gespräche von der DB Fernverkehr einen Teil der Nachtzugleistungen in Deutschland. Sie betreibt alle Nachtzugverbindungen unter dem Namen ÖBB Nightjet.
In einer Studie von DB Mobility Networks und dem Internationalen Eisenbahnverband (UIC) werden neuartige Nachtzüge im Hochgeschwindigkeitsverkehr untersucht. Eine Fahrt mit bis zu 300 km/h von Madrid nach London wäre in 12 Stunden möglich. Allerdings müssten die Züge mit dem wesentlich langsameren Güterverkehr abgestimmt und die Trassenmieten reduziert werden.
Der Verkehrsclub Deutschland (VCD e. V.) fordert eine dauerhafte Erhaltung der Nachtreisezüge und den Ausbau zu einem grenzüberschreitendem, europaweiten Nachtzugnetz. Nachtzüge sollen als ökologisches Verkehrsmittel mit hohem Reisekomfort durch Schlafwagen, Liege- und Sitzwagen dauerhaft erhalten bleiben und keine weiteren Streichungen von Angeboten und Verbindungen vorgenommen werden.
Betreiber in mehreren Staaten, nicht aber in Deutschland, nehmen derzeit das wachsende Umweltbewusstsein zum Anlass, eine Rückkehr zum klassischen Nachtzuggeschäft oder eine Ausweitung des Nachtzugverbindungen zu erwägen (Stand: 2019).
Im Oktober 2019 wurde bekannt, dass die Deutsche Bahn einen Wiedereinstieg ins Schlaf- und Liegewagengeschäft prüfte; wenige Monate später gab sie allerdings bekannt, dass sie diese Züge nicht wiedereinführen würde.
Nachtzüge seien ein „wichtiger Hebel für den European Green Deal“, sagte der deutsche Verkehrsminister Andreas Scheuer am 8. Dezember 2020 auf einem virtuellen Gipfel der Verkehrsminister und Bahnchefs von Deutschland, Frankreich, Österreich und der Schweiz. Vorgestellt wurden bei dem Treffen vier neue Nachtzugverbindungen, die ab Dezember 2021 quer durch Europa entstehen sollen. Nachtzug-Aktivisten glauben, dass Greta Thunberg zum Comeback des Nachtzugs beigetragen habe.
Im Mai 2021 prognostizierten Trend- und Zukunftsforscher in einer Umfrage der dpa eine Renaissance der Nachtzüge.

## Betreiber

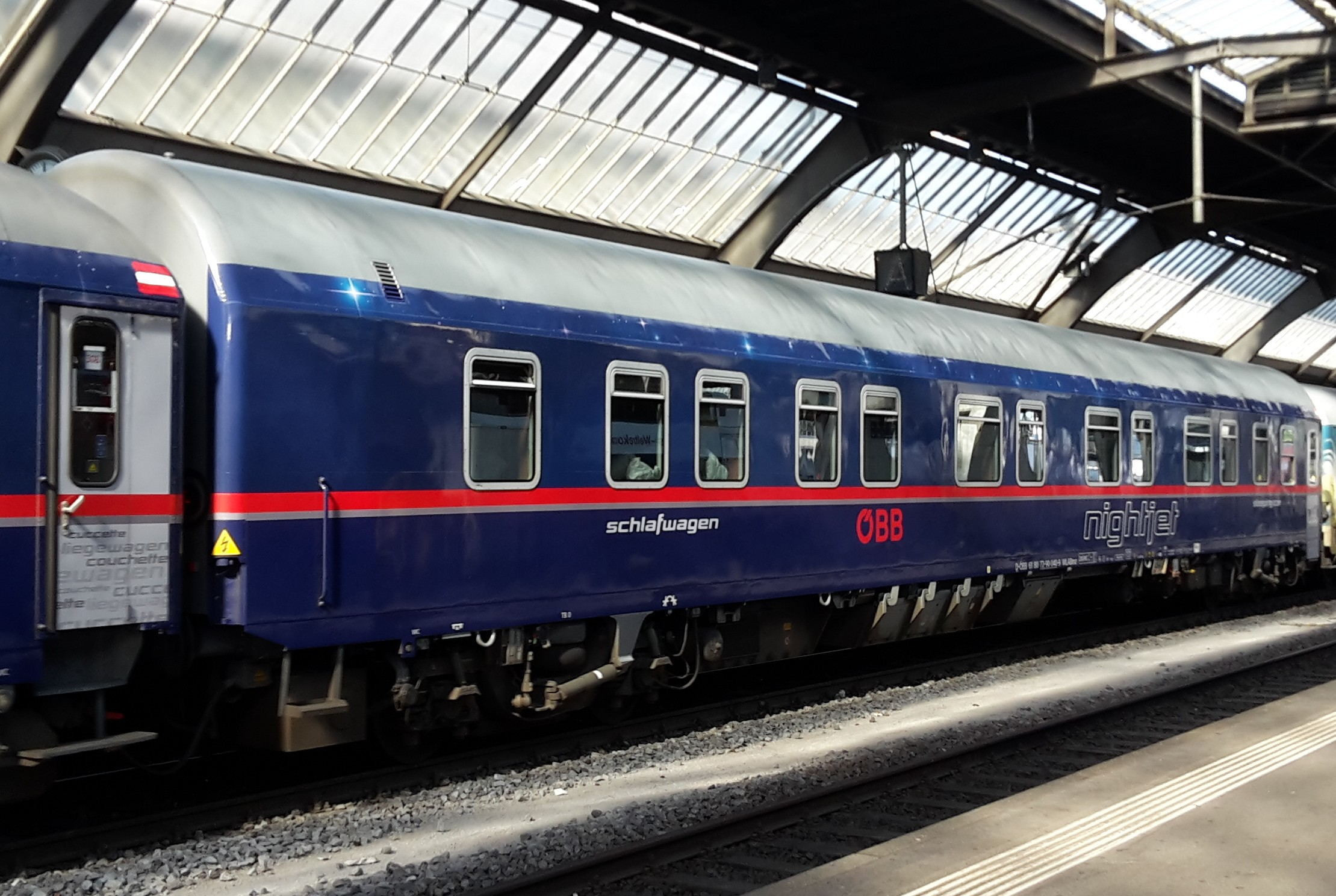
Schlafwagen des ÖBB Nightjet in Zürich Hauptbahnhof

Aktuelle Betreiber (Auswahl) sind:

### Europa
- Optima Tours: Betreibt mit dem Optima Express zwischen Villach (Österreich) und Edirne (Türkei) die längste durchgängige Zugverbindung als Nachtzug bzw. Autozug innerhalb von Europa (rund 1.440 km).
- ÖBB-Personenverkehr (ÖBB-PV): Betreibt die als Nightjet (NJ) bezeichneten Nachtzüge, die Bewirtschaftung der Schlafwagen erfolgt durch Newrest Wagons-Lits (eine Tochter der französischen Newrest-Gruppe und Nachfolger der Compagnie Internationale des Wagons-Lits).
- Snälltåget: Betreibt saisonal den Berlin-Night-Express zwischen Berlin und Stockholm sowie Nachtzüge innerhalb Schwedens.
- SJ: Betreibt den Nachtzug Stockholm – Hamburg teils im Auftrag des schwedischen Staats, teils eigenwirtschaftlich; ab März 2023 bis bzw. ab Berlin.[21] Betreibt auch Nachtzüge Malmö – Stockholm, Stockholm – Duved und Stockholm – Umeå. Betreibt auch im Auftrag des norwegischen Staats Oslo – Trondheim und Trondheim – Bodö.
- Vy: Betreibt Nachtzüge Oslo – Bergen, und im Auftrag des schwedischen Staats Stockholm – Narvik.
- VR: Betreibt Nachtzüge Helsinki – Kolari und Helsinki – Rovaniemi – Kemijärvi
- Trenitalia: Betreibt Nachtzüge innerhalb Italiens unter dem Namen Intercity notte.[22]
- Regiojet: Betreibt seit Juni 2015 Nachtzüge zwischen Prag und Humenne (via Košice) und seit 2020 in den Sommermonaten Nachtzüge nach Rijeka und Split.[23]
- ZSSK: Zwischen Humenne und Bratislava (via Zilina) sowie von Košice nach Nove Zamky via Jesenske
- SNCF: Betreibt Nachtzüge von Paris nach Briançon, Latour-de-Carol/Cerbère, Nizza, Tarbes/Hendaye und Albi.[24] Internationale Verbindung nach Berlin und Wien beginnen ebenfalls im Dezember 2021.[veraltet][25]
- Rossijskije schelesnyje dorogi (RŽD): Betreibt innerrussische Langstreckenzüge (grundsätzlich aus Schlafwagen bestehend) sowie gemeinsam mit den dortigen Staatsbahnen Langstreckenverbindungen nach Peking, Pjöngjang und in die ehemaligen Sowjetrepubliken Innerasiens.
- Grand Service Express: Betreibt Nachtzüge Moskau – St. Petersburg und Moskau – Krim
- Wagon Slovakia Košice, a.s. mit Sitz in der Slowakei
- JLV, a.s. mit Sitz in Tschechien
- Utasellátó mit Sitz in Ungarn
- Hrvatske željeznice putnički prijevoz (HŽPP): Betreibt Schlaf- und Liegewagen von Zagreb nach München und Zürich
- Great Western Railway: Betreibt den Night Riviera Sleeper zwischen London und Cornwall (Penzance)
- Serco: Betreibt die beiden Zugläufe des Caledonian Sleeper zwischen London und Schottland (Ziele sind Aberdeen, Edinburgh, Fort William, Glasgow und Inverness)
- BTE BahntouristikExpress: Betreibt den privaten Autonachtreisezug ARZ zwischen Hamburg-Altona und Lörrach.
- Railroad Development Corporation (RDC): betreibt den deutschen Teil des Nachtzuges (Berlin<>)Hamburg<>Stockholm.[26] Von Juli 2020 bis Sommer 2022 betrieb RDC zudem den saisonalen Alpen-Sylt-Nachtexpress Westerland (Sylt)<>Salzburg.[27]
- Train4you: Betreibt den UrlaubsExpress von Hamburg und Düsseldorf nach Süddeutschland, Österreich und Italien
- PKP Intercity: Betreibt unter der Zuggattung TLK Nachtzüge innerhalb Polens.
- European Sleeper: belgisch-niederländische Eisenbahngesellschaft, Startup 2021, mit den Reisezielen Amsterdam, Antwerpen, Berlin, Brüssel, Dresden, Prag und Rotterdam.[28][29]
- TCDD: tägliche durchgehende Nachtzugverbindungen von Sofia und Bukarest nach Halkalı (Istanbul)

### Nordamerika
- Amtrak: Betreibt den gesamten Fernverkehr in den USA, die teilweise mehrere Tage fahrenden Langstreckenzüge führen grundsätzlich auch Schlafwagen.
- VIA Rail: Betreibt den transkontinentalen Zug The Canadian und weitere Fernzüge mit Schlafwagen.

## Preisgestaltung
Ab Dezember 2023 führte die ÖBB dynamische Preise für Nachtzüge ein. Erwartbare oder tatsächliche hohe Nachfrage erhöht den Preis. Kritisiert wird u. a. mangelnde Transparenz der Berechnungsweise.
Auch 2025 bietet die ÖBB die Sparschiene an.

## Ehemalige Betreiber

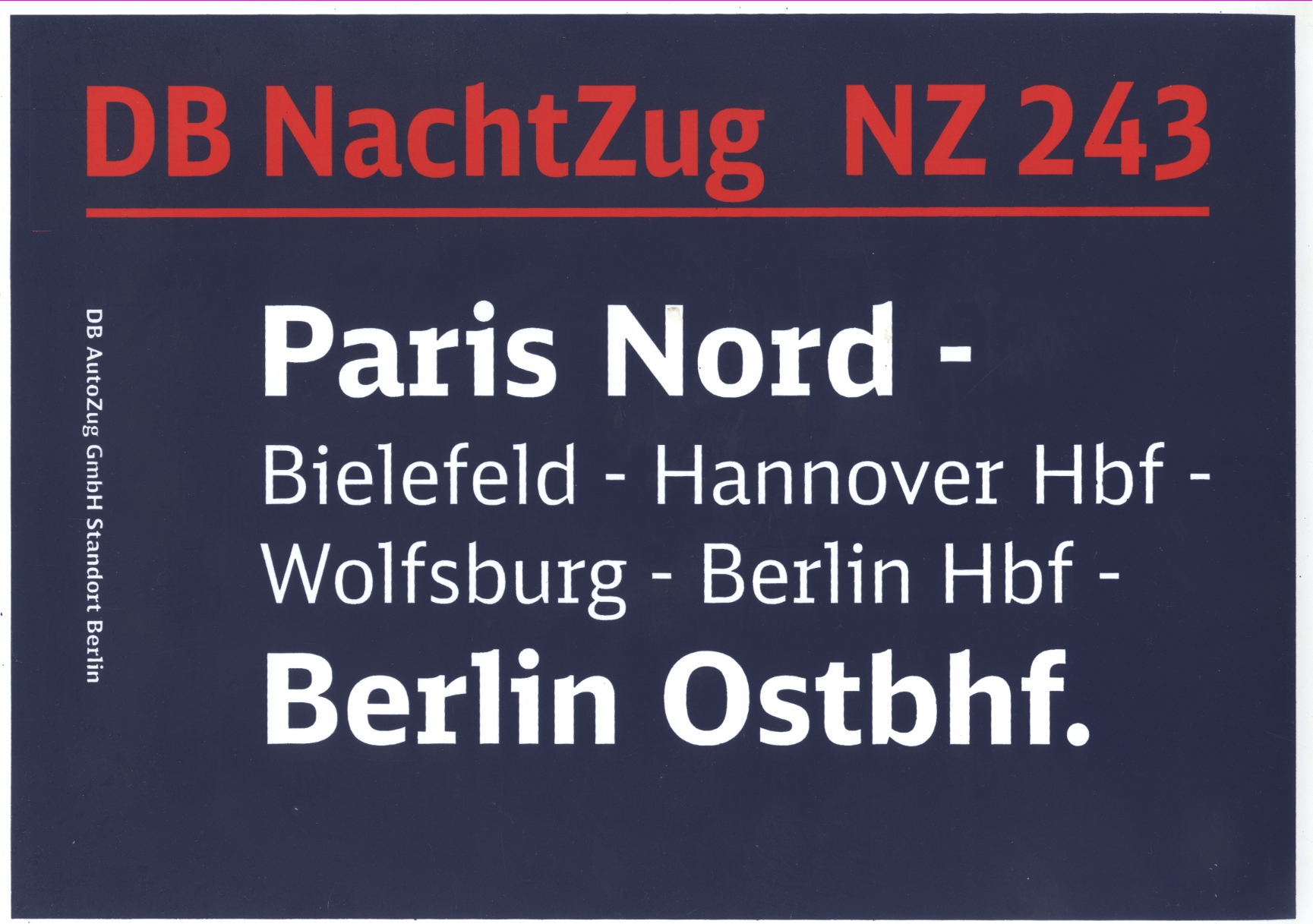
Zuglaufschild eines eingestellten Nachtzuges der DB

- DB Fernverkehr: Bot bis Dezember 2016 von Deutschland ausgehend ein Netz europaweiter Nachtzugverbindungen an, zuletzt unter der Marke City Night Line (CNL). Das deutsche Nachtzugnetz wurde nach der Bahnreform durch den Wegfall von Kurswagenverbindungen reduziert, jedoch durch Modernisierung des Wagenmaterials wieder aufgewertet. Zum Fahrplanwechsel im Dezember 2007 wurden die früheren Nachtzugangebote des DB-Konzerns DB Nachtzug (NZ) und UrlaubsExpress (UEx) mit der Marke City Night Line zusammengeführt. Ab 1. Januar 2010 übernahm DB Autozug den gesamten Geschäftsbetrieb der City Night Line CNL AG.[32][33] Ende September 2013 wurde DB AutoZug aufgelöst und auf die DB Fernverkehr AG verschmolzen.
- Trenhotel als Zuggattung der RENFE in Spanien
- MITROPA: Zwischen 1916 und 2002 Betrieb und Bewirtschaftung von Schlaf- und Liegewagen in Deutschland sowie zu europäischen Zielen
- Deutsche Schlafwagen- und Speisewagengesellschaft (DSG): Zwischen 1950 und 1994 Nachfolgeunternehmen der MITROPA in Westdeutschland, Betrieb und Bewirtschaftung von Schlaf- und Liegewagen in Deutschland sowie zu europäischen Zielen
- Elipsos: Gemeinsame Marke der spanischen und französischen Eisenbahnen RENFE und SNCF. Es wurden bis Dezember 2013 Nachtzüge in Form von Hotelzügen angeboten. Bedient wurden Linien zwischen Paris und Barcelona/Madrid.

## Wagentypen und Ausstattung

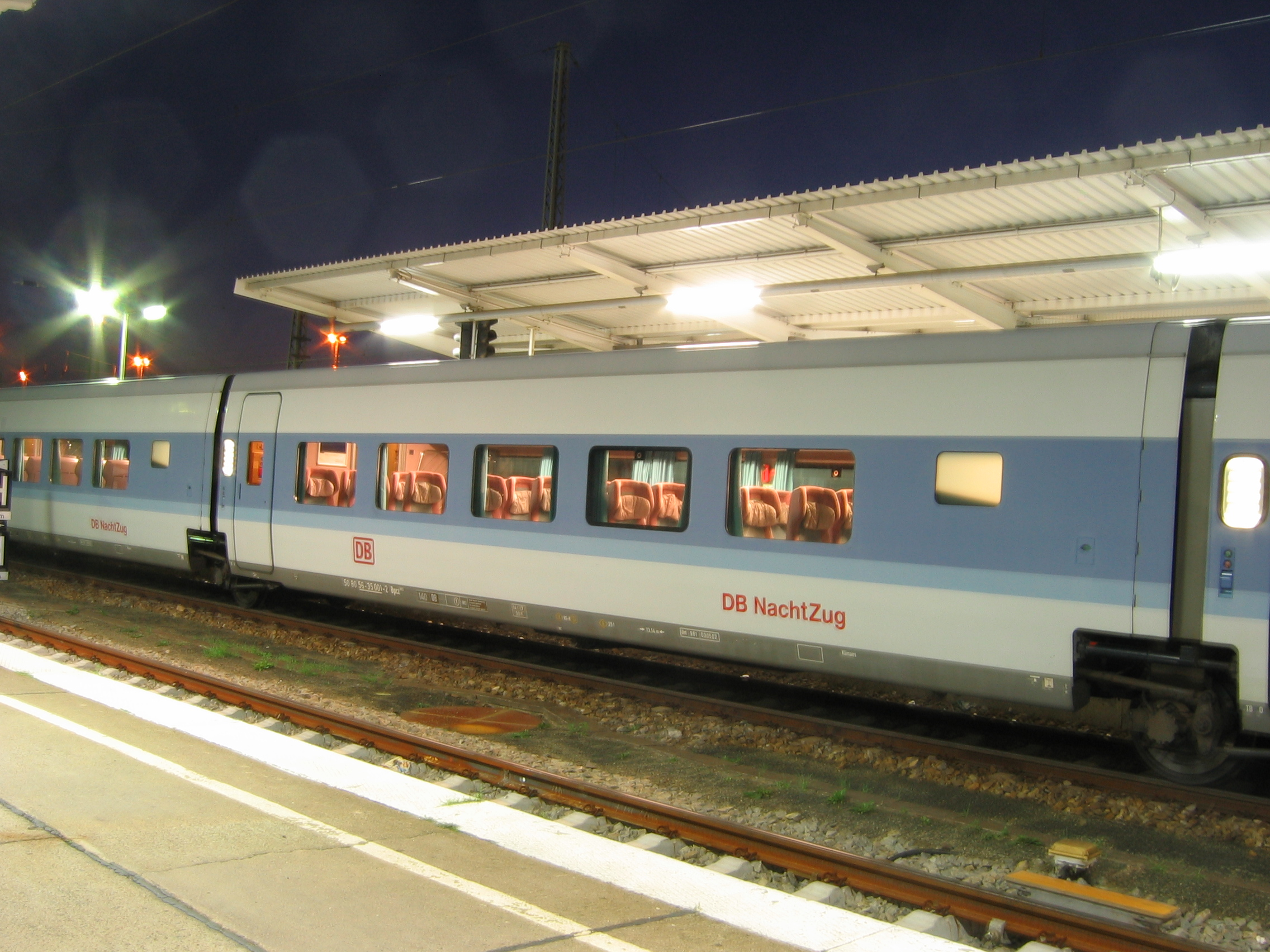
Ehem. Talgo-Nachtzug

In Nachtzügen werden je nach Betreiber verschiedene Wagentypen eingesetzt. Beispielsweise sind vorhanden:
- Schlafwagen mit einem bis vier Betten pro Abteil, mit Waschecke, gelegentlich mit Dusche und WC-Raum im Abteil
- Liegewagen mit vier bis sechs Betten pro Abteil
- Schlafkapseln im ÖBB Nightjet, sog. Mini Cabins[34]
- Liegesitzwagen mit nach hinten klappbaren Sitzlehnen („Ruhesessel“)
- Sitzwagen
- in den Nachfolgestaaten der Sowjetunion sowie in Asien generell (z. B. Thailand, China, Indien) sind auch noch andere Wagentypen im Einsatz, etwa Abteile mit acht Betten, Schlaf- oder Liegewagen, in denen die Betten beidseitig eines Mittelgangs parallel zur Fahrtrichtung angeordnet und nur durch Vorhänge vom Gang abgetrennt sind oder auch Liegewagen mit Abteilen ohne Türen.

## Fahrtabschnitte tagsüber
Neben den Zügen, die abends losfahren und am nächsten Morgen ihr Ziel erreichen, werden auch Züge als Nachtzüge bezeichnet, die zusätzlich längere Fahrtzeiten untertags aufweisen. Teilweise werden in dieser Zeit zusätzliche Sitzwagen mitgeführt. Die Schlafgelegenheiten werden zu Sitzen umgewandelt, u. a. durch wegklappen oberer bzw. mittlerer Stockbetten. Liegewagen erreichen eine ähnliche Kapazität wie Abteilwagen, die jedoch niedriger ist als in Großraumwagen.

## Nachtzüge in der Literatur
Nachtzüge haben ihre feste Rolle in der Literatur. Frühere Nachtzüge wie der Orient-Express, der Nord-Express oder der Train Bleu sind vielfach in literarischen Werken und Filmen zu finden. Agatha Christies Kriminalroman Mord im Orient-Express ist zu einem Klassiker geworden. Der Roman Nachtzug nach Lissabon von Pascal Mercier nennt diese Zuggattung sogar im Titel. Im Roman Nächster Halt: Südkreuz von Roland Siegloff spielt die Handlung in zwei Nachtzügen, die gleichzeitig von Budapest und Paris nach Berlin durch die Nacht rollen. Steffen Kopetzkys Erfahrungen als Schlafwagenschaffner sind in seinen Büchern erkennbar.